# Erstflug
Der Erstflug oder Jungfernflug ist der erste Flug eines Menschen oder eines Luftfahrzeuges. Beim Geräte-Erstflug wird unter anderem zwischen neuer Flugstrecke und Inaugural Flight unterschieden.

## Hintergrund
Nach Konstruktion und Bau muss sich beim Erstflug beweisen, ob sich der Flugkörper auch im realen Flug bewährt. Dem Erstflug gehen in der Regel das sogenannte Rollout, die erste Präsentation des neuen Geräts, und anschließend umfangreiche Systemtests sowie Rollversuche am Boden voraus. Der Erstflug wird in der Regel von Testpiloten durchgeführt.
Das Datum des Erstflugs wird häufig in den technischen Daten eines Flugzeugtyps aufgeführt.

## Inaugural Flight

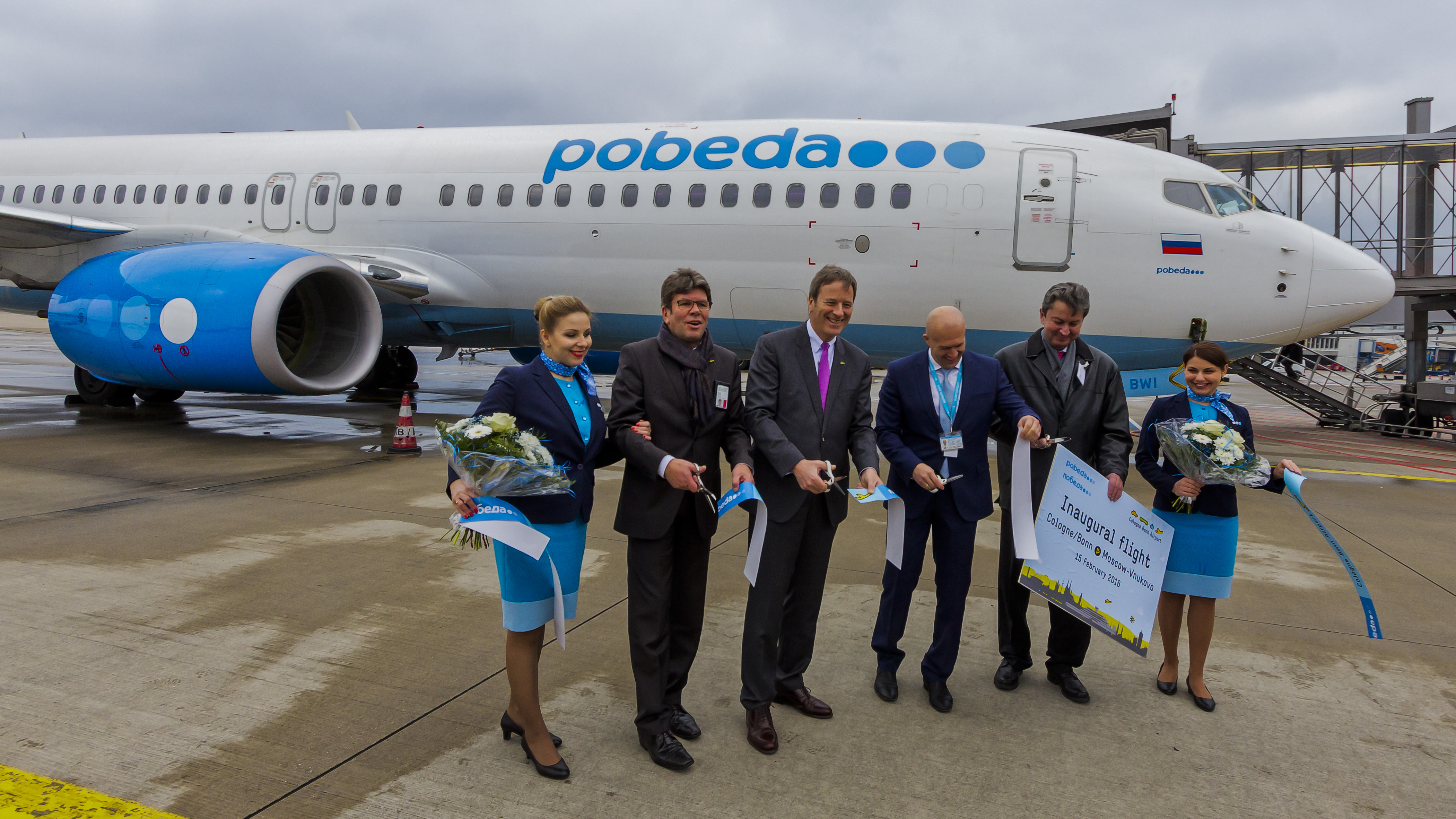
Inaugural flight von Pobeda vom Flughafen Köln/Bonn nach Moskau-Wnukowo

Unter einem Inaugural Flight versteht man den ersten Einsatz eines neuen Flugzeugtyps auf einer Flugstrecke, den ersten Linienflug von bzw. zu einem neuen Flughafen und das erstmalige Verbinden zweier Flugziele (neue Flugstrecke).

## Sonstiges
Die Jungfernfahrt bezeichnet hingegen die Erstfahrt eines Schiffes oder Bootes, der normalerweise ein Stapellauf vorangeht.